# Samsung Galaxy Core 2
Samsung Galaxy Core 2 — смартфон, анонсированный компанией Samsung Electronics в 2014 году, работает под управлением операционной системы Android 4.4.2. В устройстве имеется четырехъядерный процессор Spreadtrum SC7735s с частотой 1.2 ГГц. Имеется поддержка двух сим-карт, одна из которых доступна для быстрой замены.

## Характеристики

### Процессор и камера
В данной модели используется 4-х ядерный процессор Spreadtrum SC7735s с частотой 1.2 ГГц.
В смартфон встроены две камеры — основная, с разрешением в 5 мегапикселей, и фронтальная — на 0,3 мегапикселя. Основная камера оснащена функциями автофокуса, нулевой задержки срабатывания затвора и другими современными функциями. Основная камера позволяет записывать видео 480p с частотой до 30 кадров в секунду. Приложение Камера обладает функциями «Sport», «Geotagging», распознавание лиц и др.

### Программное обеспечение и память
Операционной системой Samsung Galaxy Core 2 является Android версии 4.4.2 KitKat с пользовательским интерфейсом от Samsung TouchWiz. Ёмкость встроенной памяти составляет 4 гигабайта (пользователю доступно около 2-х гигабайт), имеется слот для карт памяти MicroSD, ёмкостью до 64 гигабайт. Объём оперативной памяти смартфона составляет около 768 мегабайта.

### Экран
В устройстве используется TFT дисплей с диагональю 4,5 дюйма. Имеется «Multi-touch» и акселерометр (автоматический поворот экрана). Разрешение дисплея 480х800 пикселей. Количество цветов дисплея — 256 тысяч.